# 達瑞爾·埃文斯
達瑞爾·韋恩·埃文斯（英語：Darrell Wayne Evans，1947年5月26日—），為前美國職棒大聯盟的一壘手及三壘手，生涯曾效力於勇士、巨人與老虎等隊。
埃文斯是大聯盟首位在美聯和國聯都達成單季40轟的打者，1985年，已經38歲的埃文斯成為大聯盟史上年紀最長的全壘打王。棒球數據專家比爾·詹姆斯曾評論埃文斯是「大聯盟史上最被嚴重低估的強打者」。他生涯累積1605次保送，在他退休時高居歷史第8。這也能解釋為何他的打擊率僅有2成48，上壘率卻有3成61。他在退休後，曾在小聯盟執教過。

## 職業生涯
1965年大聯盟選秀，埃文斯被小熊隊選中，但他並未選擇簽約，而是繼續就讀大學。1967年大聯盟選秀，他被運動家選中，以15000美元的簽約金加盟。

### 亞特蘭大勇士
1968年12月，勇士透過規則五選秀將埃文斯選走。1969年，埃文斯在開季便登上大聯盟，但多半擔任代打角色，不久便在4月底被下放到2A。他在8月底又重返大聯盟，留下打擊率2成31的成績。
1970年，埃文斯幾乎都待在3A磨練。這年他在大聯盟僅44個打席，打擊率為3成18，不過勇士總教練讓為他的守備能力相當普通。他還因為長相酷似電視上流行的木偶Howdy Doody而獲得同名的暱稱。
1971年，埃文斯在3A繳出3成07的打擊率。5月底，球隊三壘手Clete Boyer因公開批評球隊總經理而遭到解約，這也讓埃文斯獲得了上場機會。這年他的打擊率為2成42。
1972年，埃文斯正式成為球隊的主力三壘手。他靠著優異的選球能力獲得90次保送，不過他發生25次守備失誤為國聯次高。
1973年，埃文斯入選明星賽。這年他敲出41轟和.959的OPS都名列國聯第三，並打回105分打點與得114分，這是他生涯唯一一次打點和得分都破百的一個賽季。他的守備範圍指數(range factor)3.08為國聯第五。這年因為漢克·阿倫的全壘打數超越貝比·魯斯，讓埃文斯的成績不怎麼受到關注，不過他也表示自己跟其他球迷一樣，很享受看到阿倫的新聞。當時漢克·阿倫敲出生涯第715轟時，埃文斯便站在一壘上見證紀錄的誕生。這年勇士成為史上第一支同隊有三人達成單季40轟的球隊，由阿倫、埃文斯和Davey Johnson所創下。不過就算有這三名重砲手，勇士依舊只有76勝85敗的慘淡成績。
1974年，埃文斯與球隊簽下52500美元的合約。他連續兩年成為聯盟的被保送王，他獲得單季生涯新高的126次保送。另外他敲出25轟，不過跟前一年相比，他的成績還是有退步一些。1975年，這是埃文斯在勇士的最後一個完整球季。他在4月繳出驚人的成績後，便在5月開始降溫。最後他的打擊率為2成43，並敲出22轟與73分打點。各項數據都顯示埃文斯的打擊能力正在退步，球隊也在隔年從道奇交易來三壘手Jerry Royster取代埃文斯的位置，讓他移防一壘。他甚至將隱形眼鏡改成一般眼鏡，試圖解決打擊積弱不振的問題。不過他在1976年打擊率僅有1成73，僅僅敲出1轟。他日後在回憶錄提到，當時的他覺得做什麼事情都不對，甚至開始懷疑起了自己。

### 舊金山巨人

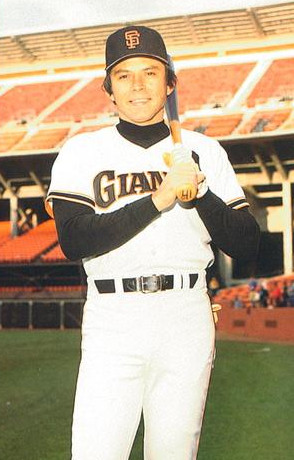
1983年的埃文斯

1976年6月13日，勇士將埃文斯和Marty Perez交易到巨人，換來Willie Montañez、Craig Robinson及兩名小聯盟球員。埃文斯在巨人的第一年繳出2成22的打擊率，並敲出10轟。
1983年，埃文斯迎來了在巨人期間的生涯年。這年他敲出30轟，上壘率3成78，長打率5成16，成功入選了明星賽。他最後獲得了威利·麥克獎。總計他在巨人8年期間，一共敲出142轟與525分打點，打擊率為2成55。

### 底特律老虎
1983年12月，埃文斯與老虎簽下3年225萬美元的合約。他在老虎的第一場比賽就敲出3分砲，幫助球隊取勝。這年老虎開季取得誇張的35勝5敗，而埃文斯有一半的場次擔任指定打擊。他的打擊率為2成38，並敲出16轟與63分打點。他在世界大賽15個打數僅敲出1支安打，不過老虎最終仍以4勝1敗拿下冠軍。
埃文斯的父親在與癌症抗爭多年後，仍於1984年7月去世，為此埃文斯請假了一段時間。而他事後也表示，自己的父親無法親眼見證他打世界大賽，是他這輩子最遺憾的事。
奪冠之後，老虎隊老闆曾試圖將埃文斯交易到洋基，不過最後交易沒有談成。這年埃文斯已經38歲，但反而打出了生涯年。這年他敲出40轟，成為歷史上最老的全壘打王，也是第一位在美聯和國聯都敲出單季40轟的打者。
1986年，老虎決定讓埃文斯擔任指定打擊，這年他敲出29轟與85分打點。1987年2月，埃文斯與老虎簽下一年續約。這年他敲出34轟與99分打點，在MVP票選上拿下第12名。1987年美國聯盟冠軍賽，埃文斯繳出2成94的打擊率，上壘率高達4成55，可惜老虎最終以1勝4敗輸給雙城。

### 重返勇士隊
1988年12月，埃文斯再度回到他的老東家勇士。1989年，他繳出2成07的打擊率，並敲出11轟。1990年4月，勇士將埃文斯釋出，結束了他的大聯盟生涯。

## 生涯打擊成績
| 出賽次數 | 打席  | 打數 | 得分 | 安打 | 二安 | 三安 | 全壘打 | 打點 | 盜壘 | 保送 | 三振 | 打擊率 | 上壘率 | 長打率 | OPS  |
| -------- | ----- | ---- | ---- | ---- | ---- | ---- | ------ | ---- | ---- | ---- | ---- | ------ | ------ | ------ | ---- |
| 2687     | 10737 | 8973 | 1344 | 2223 | 329  | 36   | 414    | 1354 | 98   | 1605 | 1410 | .248   | .361   | .431   | .792 |

## 個人生活
埃文斯婚後與有4名子女。1984年，埃文斯曾公開表示自己和妻子曾在1982年親眼見過UFO盤旋在家中上方。他還表示那個不明飛行物體的形狀呈三角形，沒有翅膀，兩側有紅綠色的光，背面會發出白光。
2000年代，埃文斯受邀擔任遊戲顧問，參與了終極線上棒球(Ultimate Baseball Online)的遊戲製作。

## 外部連結
- 球員資訊和成績在MLB，ESPN，Baseball-Reference，Fangraphs（英文）